# Henriëtte Ronner-Knip
Henriëtte Ronner-Knip (Amsterdam, 31 mei 1821 - Elsene, 28 februari 1909) was een Nederlands-Belgisch kunstschilderes gespecialiseerd in romantische dierschilderingen. Ze is vooral bekend door haar schilderijen van katten, die erg geliefd waren aan het eind van de 19e eeuw. Zij signeerde haar schilderijen na haar huwelijk met "Henriëtte Ronner".

## Persoonsgegevens
Zij was het tweede kind van Josephus Augustus Knip (1777-1847), kunstschilder, en van Cornelia van Leeuwen (1790-1848) (Cornelia woonde samen met Knip maar was niet zijn echtgenote; de echtgenote leidde een afzonderlijk leven en Josephus zou pas in 1824 van haar scheiden). Ze had een oudere broer: de kunstschilder Augustus Knip.
Henriëtte Knip huwde op 14 maart 1850 te Amsterdam met Feico Ronner (1819-1883) uit Dokkum. Ze hadden zes kinderen: Marie-Thérèse (1851-1852), Alfred Feico (1852-1901), Edouard (1854-1910), Marianne-Mathilde (1856-1946), Alice (1857-1957) en Stéphanie-Emma (1860-1936). Alfred, Alice en Emma werden alle drie kunstschilder; Edouard werd advocaat.
Henriëtte Ronner-Knip woonde te Brussel op diverse adressen: Regenstschapstraat 7 (ca. 1850-1854) (in 1852 vinden echter we ook de Karnemelkstraat in Sint-Joost-ten-Node als adres opgegeven), Rogierlaan 157 (ca. 1854-1856), Etterbeeksesteenweg 172 (ca. 1856-71), Maelbeekstraat (1871-1873), Verlaatstraat 19 (1873-1878), dan haar belangrijkste adres Vleurgatsesteenweg 51 (1878-1903), en ten slotte inwonend bij haar dochters in de Gachardstraat 43 (1903-1909).
In de wijk Berlage-Zuid in Amsterdam zijn in 1921 het Henriëtte Ronnerplein en de (nabijgelegen) Henriëtte Ronnerstraat naar haar vernoemd. In de wijk Stevenshof in Leiden is een Ronner-Knipstraat.

## Levensloop

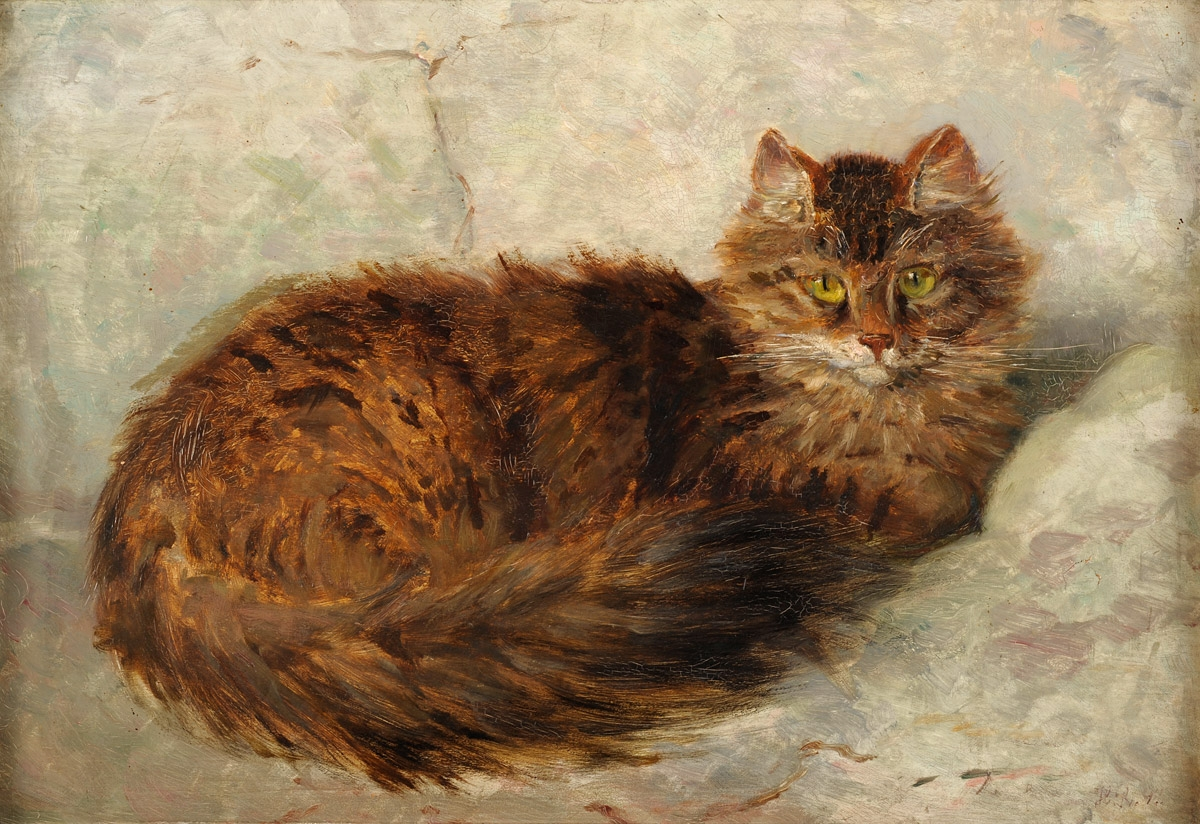
Kat, 1897

Knip verhuisde nog als baby met haar ouders mee naar 's-Hertogenbosch. In 1823 trok haar vader met zijn gezin naar Parijs om pas in 1827 naar Nederland (Vught) terug te komen. Inmiddels was hij blind geworden aan één oog.

### Jeugd, opleiding
Ondanks zijn zwak zicht verzorgde Knips vader, met ijzeren discipline, zelf de artistieke opvoeding van zijn dochter en die van haar broer August, en wel vanaf hun vijfde levensjaar. In 1833 verhuisde het gezin Knip na een kort verblijf in Den Haag, naar Beek (Nijmegen). Enkele jaren later ging het gezin terug naar ’s-Hertogenbosch en omstreeks 1840 ten slotte naar Berlicum (nabij ’s-Hertogenbosch). Gaandeweg nam Knip de zorg van de financiën en het huishouden op zich.
Wellicht bleef Henriëtte tot na de dood van haar moeder in 1848 te Berlicum wonen; daarna verhuisde ze naar Amsterdam. Hier werd ze het eerste vrouwelijke lid van het genootschap Arti et Amicitae. Te Beek, ’s-Hertogenbosch en Berlicum werkte Knip vooral naar de natuur : vee, huisdieren, hoeven, velden, bossen, e.d., eerst in potlood en aquarel en gaandeweg ook in olieverf. Haar eerste serieuze werkstuk ontstond in 1835 en werd uitgevoerd in samenwerking met haar broer August: De boerderij van de Prins van Oranje nabij Tilburg.

### Onmiddellijk succes
Vanaf 1836 stuurde ze met groot succes schilderijen in naar de salons: Noord-Brabantse landschappen, dorpsmarkten, hoevetaferelen, stallingen, scènes met huisdieren, vee, duiven, jachthonden en apen, alles in een romantische stijl. Voorbeelden daarvan zijn: Wit poesje tuurt een hommel na bij het venster (Düsseldorf, Salon 1836), Het park te Heeze (Amsterdam, Tentoonstelling van Levende Meesters, 1838), Landschap met koeien en schapen en Landschap met meisje dat schapen en een geit hoedt (Antwerpen, Salon 1840).

### Naar Brussel
In 1850, kort na hun huwelijk, verhuisden Henriëtte Knip en haar man Feico Ronner naar Brussel, Regentschapstraat 7 in Sint-Joost-ten-Node, het eerste van een hele rij Brusselse adressen. Feico zorgde voor de zaken en regelde de geldzaken en de briefwisseling.
Henriëtte Ronners verhuizing naar Brussel valt ongeveer samen met een duidelijke verenging van haar onderwerpskeuze: zij legde zich voortaan voornamelijk toe op taferelen met hondenkarren, honden en -later - salonpoezen. Voorbeelden zijn: “De dood van een vriend”, een groot doek van 180 bij 250 cm met de sentimentele voorstelling van een dode trekhond (Brussel, Salon 1860); “De mens en zijn vrienden” en “Jachthonden” (Antwerpen, Salon 1861).

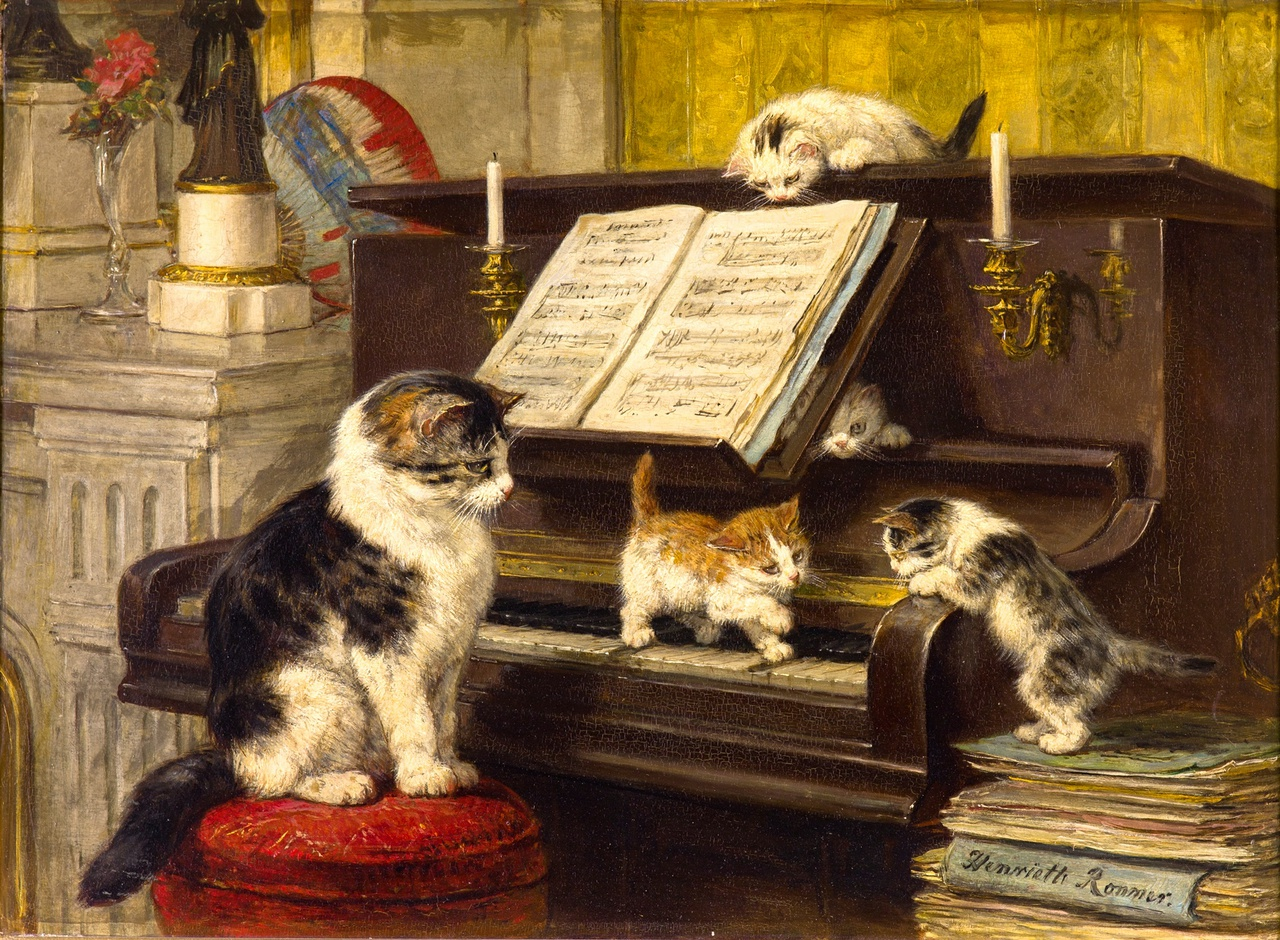
De Pianoles, 1897

Haar beroemde taferelen met langharige poezen in burgersalons ontstonden meestal pas na 1870. Het zijn vooral deze taferelen met hun fenomenale textuurweergave en hun anekdotisch karakter, die Henriëtte Ronner haar blijvende roem bezorgden. Die poezenscènes zijn eerder accessoirestillevens, verlevendigd met lieve, speelse poezen en kattenjongen.
Knip was tegelijk een gereputeerde portrettist van honden en poezen en vereeuwigde als zodanig de schoothondjes van koningin Maria Hendrika en van Maria van Hohenzollern-Sigmaringen, gravin van Vlaanderen.
Aan haar tijdgenoot, de kunstkenner J. Gram, danken we enige gegevens over haar levenswijze op latere leeftijd, toen ze reeds aan de Vleurgatsesteenweg woonde. In de grote tuin achter haar huis hield ze tal van (jacht)honden, poezen en een papegaai in speciaal ingerichte verblijven. Geregeld werden de dieren naar het atelier gehaald om te poseren, hetzij vrij rondlopend, hetzij geplaatst in een glazen kooi. Eens de voorstudies met de gewenste poses voorbij, zette Knip de contouren van de dieren om in grove papieren sculpturen en ze zette die op de gewenste plaatsen in de montage voor het schilderij, die meestal uit antieke meubels, gedrapeerd textiel en allerlei antiquiteiten bestond. Ook hield ze een inventaris van haar productie bij in de vorm van kleine waterverfschetsen, die een soort “Liber Veritatis” van haar oeuvre vormen. Haar persoon deed Gram aan de musicus Franz Liszt denken: een mannelijk type met fel-witte haren en een zware stem.

## Tentoonstellingen
Knip had heel wat succes op de driejaarlijkse “salons” in België en de Tentoonstellingen van Levende Meesters in Nederland, maar ook in alle grote Europese, Amerikaanse en Australische steden. Ze ontving heel wat zilveren en gouden eremetalen; ze werd in 1887 ridder in de Leopoldsorde en in 1901 ridder in de Orde van Oranje-Nassau. Er zijn schilderijen bekend waarin Knip samenwerkte met de Belgische kunstenaar David Col (1822-1900).
Ter illustratie enkele titels van saloninzendingen : “Gelukkige familie” (Antwerpen, 1855); “Een verhuis” (Antwerpen, 1858); “De mens en zijn vrienden” en “Jachthonden” (Antwerpen, 1861); “Vos in het kippenhok” en “Hondenspan” (Antwerpen, 1873); “De schilderschool” en “Jacht in de Kempen“ (Gent, 1880); “Schaak en mat” en “Waar kan men beter zijn” (Gent 1883); “De indringer” (Antwerpen, 1888); “Een invasie” en “Het wachten” (Gent, 1889); “Schelmen” (Antwerpen, 1894).
De ouderdom bracht enige vieringen mee: zo richtte de Rotterdamse Kunstkring in 1886 een solotentoonstelling met 80 werken in n.a.v. haar 65e verjaardag. De Fine Arts Society in Londen volgde in 1890 met een retrospectieve met 113 werken, “Paintings of the Animal Life by H. Ronner”. In 1898 had ze een dubbeltentoonstelling met dochter Alice Ronner in de Kunsthandel Oldenzeel in Rotterdam. Ook in het prachtige lokaal van de Cercle Artistique aan de Antwerpse Arenbergstraat, had zij een tentoonstelling samen met dochter Alice (nà 1894)

## Kunstenaars met identieke thematiek
Cornelis Raaphorst (1875-1954), bijgenaamd de Katjesschilder, was de bekendste schilder die hetzelfde genre als Henriëtte Ronner beoefende. Ook Ch. Vandereycken jr., Louis-Eugène Lambert en A. Brunel de Neuville beoefenden een gelijkaardig genre, net als M. Seymour Lucas in Engeland en Wilhelm Schwar in Duitsland.

## Leerlingen
Kunstschilder Marcel Jefferys (1872-1924) was een leerling van Knip en haar dochter Alice Ronner.

## Atelierverkoop
Na haar overlijden te Elsene in 1909 werd Knips atelier geveild in Pulchri Studio te ’s-Gravenhage (8-9 maart 1911) en bij Frederik Muller & Co. te Amsterdam (21 oktober 1919). Deze veilingen omvatten niet alleen werken van Knip zelf (olieverfschilderijen, voorstudies, tekeningen e.d.), maar ook werken van haar vader, broer en tante.

## Beperkte stamboom familie Knip
|                        |                        |                        |                        |                        |                        |  |  |                       |                       | Nicolaas Frederik Knip | Nicolaas Frederik Knip | Nicolaas Frederik Knip | Nicolaas Frederik Knip | Nicolaas Frederik Knip | Nicolaas Frederik Knip |              |              | Anna Elisabeth Drexler | Anna Elisabeth Drexler | Anna Elisabeth Drexler | Anna Elisabeth Drexler | Anna Elisabeth Drexler | Anna Elisabeth Drexler |                    |                    |             |             |                 |                 |                 |                 |                 |                 |  |  |                         |                         |                         |                         |                         |                         |  |  |  |  |  |  |                      |                      |                      |                      |                      |                      |
|                        |                        |                        |                        |                        |                        |  |  |                       |                       | Nicolaas Frederik Knip | Nicolaas Frederik Knip | Nicolaas Frederik Knip | Nicolaas Frederik Knip | Nicolaas Frederik Knip | Nicolaas Frederik Knip |              |              | Anna Elisabeth Drexler | Anna Elisabeth Drexler | Anna Elisabeth Drexler | Anna Elisabeth Drexler | Anna Elisabeth Drexler | Anna Elisabeth Drexler |                    |                    |             |             |                 |                 |                 |                 |                 |                 |  |  |                         |                         |                         |                         |                         |                         |  |  |  |  |  |  |                      |                      |                      |                      |                      |                      |
|                        |                        |                        |                        |                        |                        |  |  |                       |                       |                        |                        |                        |                        |                        |                        |              |              |                        |                        |                        |                        |                        |                        |                    |                    |             |             |                 |                 |                 |                 |                 |                 |  |  |                         |                         |                         |                         |                         |                         |  |  |  |  |  |  |                      |                      |                      |                      |                      |                      |
|                        |                        |                        |                        |                        |                        |  |  |                       |                       |                        |                        |                        |                        |                        |                        |              |              |                        |                        |                        |                        |                        |                        |                    |                    |             |             |                 |                 |                 |                 |                 |                 |  |  |                         |                         |                         |                         |                         |                         |  |  |  |  |  |  |                      |                      |                      |                      |                      |                      |
| Josephus Augustus Knip | Josephus Augustus Knip | Josephus Augustus Knip | Josephus Augustus Knip | Josephus Augustus Knip | Josephus Augustus Knip |  |  | Cornelia van Leeuwen  | Cornelia van Leeuwen  | Cornelia van Leeuwen   | Cornelia van Leeuwen   | Cornelia van Leeuwen   | Cornelia van Leeuwen   |                        |                        |              |              |                        |                        | Mattheus Derk Knip     | Mattheus Derk Knip     | Mattheus Derk Knip     | Mattheus Derk Knip     | Mattheus Derk Knip | Mattheus Derk Knip |             |             | Elisabeth Ubens | Elisabeth Ubens | Elisabeth Ubens | Elisabeth Ubens | Elisabeth Ubens | Elisabeth Ubens |  |  | Henriëtta Geertrui Knip | Henriëtta Geertrui Knip | Henriëtta Geertrui Knip | Henriëtta Geertrui Knip | Henriëtta Geertrui Knip | Henriëtta Geertrui Knip |  |  |  |  |  |  | Frederik Willem Knip | Frederik Willem Knip | Frederik Willem Knip | Frederik Willem Knip | Frederik Willem Knip | Frederik Willem Knip |
| Josephus Augustus Knip | Josephus Augustus Knip | Josephus Augustus Knip | Josephus Augustus Knip | Josephus Augustus Knip | Josephus Augustus Knip |  |  | Cornelia van Leeuwen  | Cornelia van Leeuwen  | Cornelia van Leeuwen   | Cornelia van Leeuwen   | Cornelia van Leeuwen   | Cornelia van Leeuwen   |                        |                        |              |              |                        |                        | Mattheus Derk Knip     | Mattheus Derk Knip     | Mattheus Derk Knip     | Mattheus Derk Knip     | Mattheus Derk Knip | Mattheus Derk Knip |             |             | Elisabeth Ubens | Elisabeth Ubens | Elisabeth Ubens | Elisabeth Ubens | Elisabeth Ubens | Elisabeth Ubens |  |  | Henriëtta Geertrui Knip | Henriëtta Geertrui Knip | Henriëtta Geertrui Knip | Henriëtta Geertrui Knip | Henriëtta Geertrui Knip | Henriëtta Geertrui Knip |  |  |  |  |  |  | Frederik Willem Knip | Frederik Willem Knip | Frederik Willem Knip | Frederik Willem Knip | Frederik Willem Knip | Frederik Willem Knip |
|                        |                        |                        |                        |                        |                        |  |  |                       |                       |                        |                        |                        |                        |                        |                        |              |              |                        |                        |                        |                        |                        |                        |                    |                    |             |             |                 |                 |                 |                 |                 |                 |  |  |                         |                         |                         |                         |                         |                         |  |  |  |  |  |  |                      |                      |                      |                      |                      |                      |
|                        |                        |                        |                        |                        |                        |  |  |                       |                       |                        |                        |                        |                        |                        |                        |              |              |                        |                        |                        |                        |                        |                        |                    |                    |             |             |                 |                 |                 |                 |                 |                 |  |  |                         |                         |                         |                         |                         |                         |  |  |  |  |  |  |                      |                      |                      |                      |                      |                      |
| Augustus Knip          | Augustus Knip          | Augustus Knip          | Augustus Knip          | Augustus Knip          | Augustus Knip          |  |  | Henriëtte Ronner-Knip | Henriëtte Ronner-Knip | Henriëtte Ronner-Knip  | Henriëtte Ronner-Knip  | Henriëtte Ronner-Knip  | Henriëtte Ronner-Knip  |                        |                        | Feico Ronner | Feico Ronner | Feico Ronner           | Feico Ronner           | Feico Ronner           | Feico Ronner           |                        |                        | Henri Knip         | Henri Knip         | Henri Knip  | Henri Knip  | Henri Knip      | Henri Knip      |                 |                 |                 |                 |  |  |                         |                         |                         |                         |                         |                         |  |  |  |  |  |  |                      |                      |                      |                      |                      |                      |
| Augustus Knip          | Augustus Knip          | Augustus Knip          | Augustus Knip          | Augustus Knip          | Augustus Knip          |  |  | Henriëtte Ronner-Knip | Henriëtte Ronner-Knip | Henriëtte Ronner-Knip  | Henriëtte Ronner-Knip  | Henriëtte Ronner-Knip  | Henriëtte Ronner-Knip  |                        |                        | Feico Ronner | Feico Ronner | Feico Ronner           | Feico Ronner           | Feico Ronner           | Feico Ronner           |                        |                        | Henri Knip         | Henri Knip         | Henri Knip  | Henri Knip  | Henri Knip      | Henri Knip      |                 |                 |                 |                 |  |  |                         |                         |                         |                         |                         |                         |  |  |  |  |  |  |                      |                      |                      |                      |                      |                      |
|                        |                        |                        |                        |                        |                        |  |  |                       |                       |                        |                        |                        |                        |                        |                        |              |              |                        |                        |                        |                        |                        |                        |                    |                    |             |             |                 |                 |                 |                 |                 |                 |  |  |                         |                         |                         |                         |                         |                         |  |  |  |  |  |  |                      |                      |                      |                      |                      |                      |
|                        |                        |                        |                        |                        |                        |  |  |                       |                       |                        |                        |                        |                        |                        |                        |              |              |                        |                        |                        |                        |                        |                        |                    |                    |             |             |                 |                 |                 |                 |                 |                 |  |  |                         |                         |                         |                         |                         |                         |  |  |  |  |  |  |                      |                      |                      |                      |                      |                      |
|                        |                        |                        |                        |                        |                        |  |  | Alfred Ronner         | Alfred Ronner         | Alfred Ronner          | Alfred Ronner          | Alfred Ronner          | Alfred Ronner          |                        |                        | Alice Ronner | Alice Ronner | Alice Ronner           | Alice Ronner           | Alice Ronner           | Alice Ronner           |                        |                        | Emma Ronner        | Emma Ronner        | Emma Ronner | Emma Ronner | Emma Ronner     | Emma Ronner     |                 |                 |                 |                 |  |  |                         |                         |                         |                         |                         |                         |  |  |  |  |  |  |                      |                      |                      |                      |                      |                      |

## Musea
- Amsterdam, Rijksmuseum, Rijksprentenkabinet en Universiteit (UvA);
- Antwerpen, Kon. Museum voor Schone Kunsten;
- Bergen op Zoom, Museum Markiezenhof;
- Brussel, Museum van Elsene
- Den Haag, Gemeentemuseum;
- Den Haag, Stichting Historische Verzamelingen van het huis Oranje Nassau
- Dordrecht, Dordrechts Museum;
- Haarlem, Gemeentearchief en Teylers Museum (De Pianoles uit 1897 en Katje uit 1896);
- Leiden, Rijksuniversiteit en Prentenkabinet;
- Maaseik, John Selbach Museum;
- Bergen (Mons), Musée des Beaux-Arts
- Haastrecht, Museum Bisdom van Vliet;
- Rotterdam, Museum Boymans-van Beuningen.
- Stirling (GB), Stirling Smith Art Gallery and Museum

Verder:
- Amsterdam, Stichting Genootschap Cornelis Ploos van Amstel-Knoef;
- Brussel, Koninklijke Verzameling;
- Londen, Koninklijke Verzameling.
- Ook de koning van Portugal, de Duitse keizer Wilhelm I en de gravin van Vlaanderen (Marie von Hohenzollern) bezaten werk van Knip
- MOU, Museum Oudenaarde

## Fotogalerij

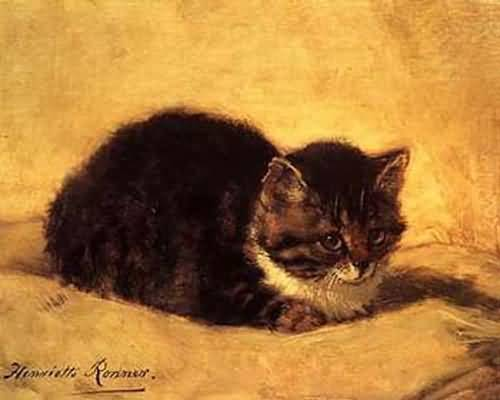
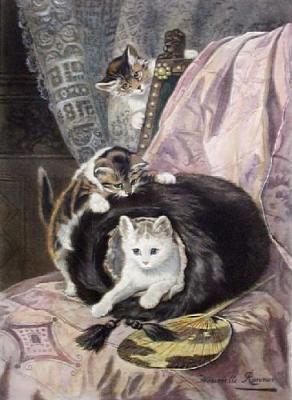
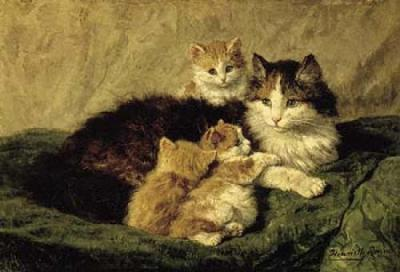